# Sanggi
Sanggi is een bestuurslaag in het regentschap Tanggamus van de provincie Lampung, Indonesië. Sanggi telt 2771 inwoners (volkstelling 2010).